# Toningenieur

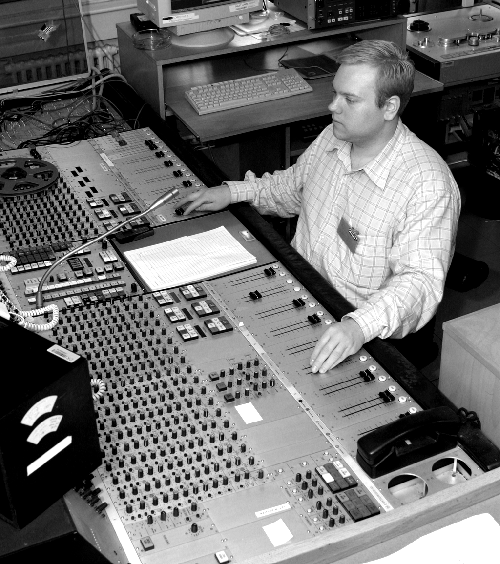
Ein Toningenieur an einem Mischpult

Toningenieur (englisch: Sound engineer, Audio engineer oder auch Recording engineer) ist ein technischer Beruf, der in den Bereichen Tontechnik, Studio- und Tonaufnahme, Aufnahmetechnik (Digital/Analog), Signalverarbeitung, Akustik und
Computerproduktionen angesiedelt ist. Das Tätigkeitsfeld überschneidet sich teilweise mit dem des Tontechnikers sowie des Tonmeisters. Im Unterschied zum Tonmeister, der auch musikalische Belange wie die Notentreue überwacht, ist das Aufgabengebiet des Toningenieurs überwiegend die technische Betreuung der Produktion.

## Berufsbezeichnung
Die Berufsbezeichnung Ingenieur ist in der Bundesrepublik Deutschland seit Anfang der 1970er Jahre durch die Ingenieurgesetze der Bundesländer geschützt und wird seither nur an Absolventen entsprechender Bildungseinrichtungen verliehen. Die Bezeichnung Toningenieur wie auch der immer öfter anzutreffende Begriff Audioingenieur darf daher in Deutschland ungeachtet der Inhalte nur von Absolventen mit einem Hochschulstudium, i. d. R. einer Ingenieurwissenschaft mit entsprechender Vertiefung oder mit Erlaubnis der Ingenieurkammer geführt werden. Ähnliches gilt für den ebenfalls von einschlägigen Hochschulen vergebenen akademischen Grad des Diplomtonmeisters. Die unbefugte Führung solcher Bezeichnung wird je nach Bundesland mit einer Geldstrafe bis zu 10.000 Euro geahndet.
Die Begriffe Tontechniker, Tonmeister sowie die englischen Bezeichnungen engineer und audio engineer sind hingegen nicht gesetzlich geschützt.

## Aufgaben
Der Toningenieur ist hauptsächlich für die technische Seite der Aufnahme von Musik bei Studioproduktionen verantwortlich; er baut die Schaltungen auf, pegelt die Mikrofone ein, prüft die Akustik des jeweiligen Raumes, ist für die Übertragungswege zum Aufzeichnungsgerät und die Tonmischung verantwortlich. Neben technischer Kenntnisse sind aber oft auch grundlegende musikalische Kenntnisse und Fähigkeiten erforderlich.
Viele frühere Tätigkeiten des reinen Tontechnikers werden aus Kostengründen und Wegfall vieler Aufgaben heute ebenfalls vom Toningenieur mit übernommen.
Umgekehrt werden typische Tätigkeiten des Toningenieurs auch von Absolventen der Tonmeister-Studiengänge ausgeübt, beispielsweise bei Rundfunkanstalten der ARD in Deutschland oder im Tonstudio-Bereich.

## Studium
Im Gegensatz zum Ausbildungsberuf des Tontechnikers bzw. Tonassistenten, wird der Titel Dipl.-Toningenieur ausschließlich an einer Hochschule erlangt. Der Studiengang Toningenieur/in ist eine interdisziplinäre Studienrichtung, die dabei häufig im Rahmen einer Spezialisierung während eines Elektrotechnik- oder Informationstechnik-Studiums an einer Fachhochschule oder Universität eingeschlagen wird. Zu den Studieninhalten gehören Themen wie Mathematik, Physik, Elektrotechnik, Signalverarbeitung, Regelungstechnik, Nachrichtentechnik, Elektronik, technische Informatik, musikalische Grundlagen, Studio- und Aufnahmetechnik, Audiotechnik und Akustik sowie Computertechnik.
Die Fachhochschule Düsseldorf und die Robert Schumann Hochschule Düsseldorf bieten gemeinsam den Studiengang Ton und Bild an. Dieser schließt nach acht Semestern mit dem Bachelor of Engineering ab. Die interdisziplinäre Ausbildung ist sowohl naturwissenschaftlich-technisch als auch künstlerisch-gestalterisch ausgerichtet. Der Masterstudiengang ist in Planung. Der Diplom-Studiengang Ton- und Bildtechnik lief im Jahr 2013 aus.
Die folgende Universität bildet zum Diplom-Ingenieur aus:
- Technische Universität Graz in Zusammenarbeit mit der Universität für Musik und darstellende Kunst Graz (Elektrotechnik Toningenieur)

Die folgende Universität bildet im Master-Studiengang Sound for Picture aus:
- Filmuniversität Babelsberg, Potsdam

Zusätzlich zum technischen Aspekt werden im gemeinsamen konsekutiven Bachelor/Master-Studiengang Hörtechnik und Audiologie der  Jade Hochschule Oldenburg sowie der Universität Oldenburg hörphysiologische Inhalte vermittelt.
Vereinzelt vergeben Hochschulen im Rahmen eines verkürzten Studiums oder einem Aufsatz zu einem bestehenden Studium den Titel bachelor of arts bzw. bachelor of audio engineering, die aber wiederum kein Ingenieurdiplom darstellen.